# Łozowoje (obwód akmolski)
Łozowoje (kaz. i ros. Лозовое) – wieś w północnym Kazachstanie, w obwodzie akmolskim, w rejonie Astrachan. W 2009 roku liczyła 397 mieszkańców.

## Historia
Historia Łozowoje, a wcześniej toczki 13 i kołchozu im. Kirowa rozpoczęła się w roku 1936, z chwilą osiedlenia się tu 121 polskich i niemieckich rodzin zesłanych z Ukrainy do Kazachstanu po 1936 roku.